# مطلع‌الشمس
مطلع الشمس یکی از کتاب‌های نوشته شده توسط محمدحسن اعتمادالسلطنه ملقب به صنیع الدوله است. این کتاب در سه جلد نگاشته شده و موضوع آن گزارش یکی از سفرهای ناصرالدین‌شاه قاجار به شهر مشهد است. 

## مضمون
این کتاب سه جلدی در قالب یک کتاب راهنمای سفر از تهران به مشهد شروع شده و سپس در بخش معرفی مشهد به صورت گزارشی اختصاصی به بیان تاریخ و جغرافیای این شهر می‌پردازد.
جلد نخست کتاب مطلع‌الشمس گزارش سفر کاروان ناصرالدین‌شاه از زمان ترک دارالخلافه (تهران) تا رسیدن به شهر مشهد را در برمی گیرد. در این جلد شرح سفر کاروان شاه با گذر از شهرهای دماوند و فیروزکوه تا قوچان و سپس رسیدن به مشهد گزارش شده است.
جلد دوم کتاب مطلع الشمس به معرفی شهر مشهد و آثار و ابنیه و اماکن مهم آن با تأکید بر حرم رضوی و بقاع و ابنیهٔ وابسته به آن می‌پردازد.
سومین و آخرین مجلد کتاب مطلع الشمس به بیان سفر بازگشت کاروان ناصرالدین شاه به تهران از مسیر نیشابور و سبزوار پرداخته است.